# Deutsche Meisterschaften im Biathlon 2016
Die Deutschen Meisterschaften im Biathlon 2016 fanden vom 2. bis 4. September in der Sparkassenarena Osterzgebirge in Altenberg und vom 8. bis 11. September in der DKB-Ski-Arena in Oberhof statt.
Bei den Frauen dominierten Franziska Preuß, Maren Hammerschmidt sowie Vanessa Hinz die Wettkämpfe in Altenberg, wobei sich Franziska Preuß den Titel im Sprint sichern konnte und Vanessa Hinz den Titel im Verfolgungswettkampf. Den abschließenden Massenstart gewann ebenfalls Franziska Preuß. In der Staffel war die Mannschaft aus Bayern (BSV-I) erfolgreich.
Bei den Männern gewann Simon Schempp den Sprint und anschließend den Verfolger, wobei er seinen Titel bei dem Verfolgungswettkampf, aus dem Jahr 2015, erfolgreich verteidigen konnte. Den Titel im Massenstart sicherte sich wie im Jahr 2015 Arnd Peiffer. Die Mannschaft aus Thüringen konnte sich den Titel in der 3 × 7,5-km-Staffel sichern.
Traditionell nehmen an den Deutschen Meisterschaften auch Athleten aus anderen Nationen teil. Diese werden zwar mit ihrer Rennplatzierung gewertet, werden aber weder für eine Siegerehrung berücksichtigt noch nehmen sie an der Pokalwertung teil.
Zusätzlich wurde in diesem Jahr ein Speziallanglauf ausgetragen, der jedoch nicht in die Pokalwertung zur Deutschen Meisterschaft mit einfloss.

## Zeitplan
| Datum               | Männer | Männer                             | Frauen | Frauen                            |
| ------------------- | ------ | ---------------------------------- | ------ | --------------------------------- |
| Altenberg           |        |                                    |        |                                   |
| 2. September (Fr.)  |        | Training                           |        | Training                          |
| 3. September (Sa.)  |        | Sprint (10 km)                     |        | Sprint (7,5 km)                   |
| 4. September (So.)  |        | Verfolgung (12,5 km)               |        | Verfolgung (10 km)                |
| Oberhof             |        |                                    |        |                                   |
| 8. September (Do.)  |        | Training                           |        | Training                          |
| 9. September (Fr.)  |        | Training Speziallanglauf (10,5 km) |        | Training Speziallanglauf (6,0 km) |
| 10. September (Sa.) |        | Staffel (3 × 7,5 km)               |        | Staffel (3 × 6 km)                |
| 11. September (So.) |        | Massenstart (15 km)                |        | Massenstart (12,5 km)             |

## Pokalwertung
Für jedes der insgesamt sechs Rennen wurden ähnlich wie beim Weltcup Punkte vergeben, die als Summe in eine separate Pokalwertung einflossen.
| Punkteverteilung | Männer | Männer | Männer | Männer | Männer | Männer | Männer | Männer | Männer | Männer | Männer | Männer | Männer | Männer | Männer | Männer | Männer | Männer | Männer | Männer | Männer | Männer | Männer | Männer | Männer |
| ---------------- | ------ | ------ | ------ | ------ | ------ | ------ | ------ | ------ | ------ | ------ | ------ | ------ | ------ | ------ | ------ | ------ | ------ | ------ | ------ | ------ | ------ | ------ | ------ | ------ | ------ |
| Platzierung      | 1      | 2      | 3      | 4      | 5      | 6      | 7      | 8      | 9      | 10     | 11     | 12     | 13     | 14     | 15     | 16     | 17     | 18     | 19     | 20     | 21     | 22     | 23     | 24     | 25     |
| Punkte           | 30     | 26     | 24     | 22     | 21     | 20     | 19     | 18     | 17     | 16     | 15     | 14     | 13     | 12     | 11     | 10     | 9      | 8      | 7      | 6      | 5      | 4      | 3      | 2      | 1      |

## Ergebnisse

### Frauen

#### Sprint (7,5 km)
| Platz | Sportlerin            | Verein                            | Landesverband | Schießfehler | Zeit    | Rückstand |
| ----- | --------------------- | --------------------------------- | ------------- | ------------ | ------- | --------- |
| 1     | Franziska Preuß       | SC Haag / ZOLL                    | BSV-I         | 0 1          | 22:16,2 |           |
| 2     | Maren Hammerschmidt   | SK Winterberg/ZOLL                | WSV           | 0 1          | 22:38,2 | 22,0      |
| 3     | Vanessa Hinz          | SC Schliersee / ZOLL              | BSV-O         | 1 0          | 22:46,0 | 29,8      |
| 4     | Luise Kummer          | SV Frankenhain / BwO              | TSV           | 1 0          | 22:49,0 | 32,8      |
| 5     | Nadine Horchler       | SC Willingen / BwB                | HSV           | 1 0          | 23:19,3 | 1:03,1    |
| 6     | Helene Therese Hendel | WSV Oberhof / BwO                 | TSV           | 0 0          | 23:48,7 | 1:32,5    |
| 7     | Karolin Horchler      | WSV Clausthal-Zellerfeld / BwB    | NSV           | 1 2          | 23:59,0 | 1:42,8    |
| 8     | Anna Weidel           | WSV Kiefersfelden / ZOLL          | BSV-I         | 2 0          | 24:15,9 | 1:59,7    |
| 9     | Miriam Gössner        | SC Garmisch / ZOLL                | BSV-W         | 3 2          | 24:19,4 | 2:03,2    |
| 10    | Annika Knoll          | SV Friedenweiler-Rudenberg / ZOLL | SBW           | 0 2          | 24:25,5 | 2:09,3    |

#### Verfolgung (10 km)
| Platz | Sportlerin          | Verein                               | Landesverband | Schießfehler | Zeit    | Rückstand |
| ----- | ------------------- | ------------------------------------ | ------------- | ------------ | ------- | --------- |
| 1     | Vanessa Hinz        | SC Schliersee / ZOLL                 | BSV-O         | 0 0 1 0      | 30:51,1 |           |
| 2     | Franziska Preuß     | SC Haag / ZOLL                       | BSV-I         | 0 1 0 2      | 31:11,2 | 20,1      |
| 3     | Maren Hammerschmidt | SK Winterberg/ZOLL                   | WSV           | 0 0 2 1      | 31:21,8 | 30,1      |
| 4     | Karolin Horchler    | WSV Clausthal-Zellerfeld / BwB       | NSV           | 1 0 0 0      | 32:40,8 | 1:43,0    |
| 5     | Luise Kummer        | SV Frankenhain / BwO                 | TSV           | 1 1 1 2      | 32:53,5 | 2:35,4    |
| 6     | Denise Herrmann     | WSC Erzgebirge Oberwiesenthal / BwFb | SVSAC         | 1 3 2 0      | 34:02,6 | 3:11,5    |
| 7     | Marion Deigentesch  | SV Oberteisendorf / ZOLL             | BSV-C         | 1 0 0 2      | 34:11,7 | 3:20,6    |
| 8     | Anna Weidel         | WSV Kiefersfelden / ZOLL             | BSV-I         | 0 0 1 2      | 34:24,6 | 3:33,5    |
| 9     | Annika Knoll        | SV Friedenweiler-Rudenberg / ZOLL    | SBW           | 0 1 0 0      | 34:27,1 | 3:36,0    |
| 10    | Nadine Horchler     | SC Willingen / BwB                   | HSV           | 2 2 1 1      | 35:15,9 | 4:24,8    |

#### Langlauf (6 km)
| Platz | Sportlerin           | Verein                               | Landesverband | Schießfehler | Zeit    | Rückstand |
| ----- | -------------------- | ------------------------------------ | ------------- | ------------ | ------- | --------- |
| 1     | Denise Herrmann      | WSC Erzgebirge Oberwiesenthal / BwFb | SVSAC         |              | 13:37,7 |           |
| 2     | Laura Dahlmeier      | SC Partenkirchen / ZOLL              | BSV-W         |              | 14:05,6 | 27,9      |
| 3     | Franziska Hildebrand | WSV Clausthal-Zellerfeld / BwB       | NSV           |              | 14:15,3 | 37,6      |
| 4     | Miriam Gössner       | SC Garmisch / ZOLL                   | BSV-W         |              | 14:16,5 | 38,8      |
| 5     | Vanessa Hinz         | SC Schliersee / ZOLL                 | BSV-O         |              | 14:35,2 | 57,5      |
| 6     | Franziska Preuß      | SC Haag / ZOLL                       | BSV-I         |              | 14:40,2 | 1:02,5    |
| 7     | Nadine Horchler      | SC Willingen / BwB                   | HSV           |              | 14:40,8 | 1:03,1    |
| 8     | Luise Kummer         | SV Frankenhain / BwO                 | TSV           |              | 14:44,2 | 1:08,3    |
| 9     | Maren Hammerschmidt  | SK Winterberg / ZOLL                 | WSV           |              | 14:44,2 | 1:08,9    |
| 10    | Karolin Horchler     | WSV Clausthal-Zellerfeld/BwB         | NSV           |              | 14:44,2 | 1:11,1    |

#### Staffel (3 × 6 km)
| Platz | Staffel / Sportler    | Verein                               | Landesverband | Schießfehler | Zeit    |
| ----- | --------------------- | ------------------------------------ | ------------- | ------------ | ------- |
| 1     | BSV I                 |                                      |               |              | 49:26,3 |
|       | Laura Dahlmeier       | SC Partenkirchen / ZOLL              | BSV           | 0 0          | 15:51,7 |
|       | Vanessa Hinz          | SC Schliersee / ZOLL                 | BSV           | 0 0          | 16:42,4 |
|       | Franziska Preuß       | SC Haag / ZOLL                       | BSV           | 0 0          | 16:52,2 |
| 2     | SVSAC I               |                                      |               |              | 51:52,7 |
|       | Tina Bachmann         | SG Stahl Schmiedeberg / SGA          | SVSAC         | 0 0          | 17:14,3 |
|       | Paula Hasler          | SG Stahl Schmiedeberg / SGA          | SVSAC         | 0 0          | 18:19,1 |
|       | Denise Herrmann       | WSC Erzgebirge Oberwiesenthal / BwFb | SVSAC         | 0 0          | 16:19,3 |
| 3     | BSV II                |                                      |               |              | 52:16,9 |
|       | Anna Weidel           | SWSV Kiefersfelden / ZOLL            | BSV           | 0 0          | 16:11,0 |
|       | Miriam Gössner        | SC Garmisch / ZOLL                   | BSV           | 0 4          | 18:29,3 |
|       | Marion Deigentesch    | SV Oberteisendorf / ZOLL             | BSV           | 0 0          | 17:36,6 |
| 4     | TSV I                 |                                      |               |              | 52:39,6 |
|       | Helene Therese Hendel | WSV Oberhof / BwO                    | TSV           | 0 0          | 17:35,9 |
|       | Vanessa Voigt         | WSV Rotterode / SGO                  | TSV           | 0 0          | 18:27,5 |
|       | Luise Kummer          | SV Frankenhain / BwO                 | TSV           | 0 0          | 16:36,2 |
| 5     | BSV III               |                                      |               |              | 54:08,1 |
|       | Sarah Schaber         | TSV Buchenberg / BwB                 | BSV           | 2 0          | 18:24,4 |
|       | Sophia Schneider      | SV Oberteisendorf / ZOLL             | BSV           | 0 0          | 16:47,0 |
|       | Christina Schrötter   | SV Arnbruck / LpB                    | BSV           | 0 0          | 18:56,7 |
| 6     | TSV II                |                                      |               |              | 54:37,8 |
|       | Marie Heinrich        | Großbreitenbacher SV / SGO           | TSV           | 0 0          | 17:10,4 |
|       | Juliane Frühwirt      | SV Motor Tambach-Dietharz / SGO      | TSV           | 1 0          | 18:39,0 |
|       | Sarah Wagner          | SCM Zella-Mehlis / BwF               | TSV           | 0 1          | 18:48,4 |
| 7     | NSV I                 |                                      |               |              | 54:48,2 |
|       | Franziska Hildebrand  | WSV Clausthal-Zellerfeld / BwB       | NSV           | 0 0          | 15:54,5 |
|       | Stephanie Jesse       | WSV Clausthal-Zellerfeld / BPOL      | NSV           | 3 4          | 22:00,9 |
|       | Karolin Horchler      | WSV Clausthal-Zellerfeld / BwB       | NSV           | 0 0          | 16:52,8 |
| 8     | SBW I                 |                                      |               |              | 55:32,4 |
|       | Annika Knoll          | SV Friedenweiler-Rudenberg / ZOLL    | SBW           | 0 0          | 16:30,3 |
|       | Lena Rießle           | SZ Breitnau / BPOL                   | SBW           | 0 2          | 19:47,4 |
|       | Janina Hettich        | SC Schönwald / BwT                   | SBW           | 2 0          | 19:14,7 |

#### Massenstart (12,5 km)
| Platz | Sportlerin           | Verein                         | Landesverband | Schießfehler | Zeit    | Rückstand |
| ----- | -------------------- | ------------------------------ | ------------- | ------------ | ------- | --------- |
| 1     | Franziska Preuß      | SC Haag / ZOLL                 | BSV-I         | 0 0 0 0      | 34:16,7 |           |
| 2     | Laura Dahlmeier      | SC Partenkirchen / ZOLL        | BSV-W         | 0 1 0 0      | 34:41,3 | 24,6      |
| 3     | Nadine Horchler      | SC Willingen / BwB             | HSV           | 0 1 1 0      | 36:06,7 | 1:50,0    |
| 4     | Marie Heinrich       | Großbreitenbacher SV / SGO     | TSV           | 1 0 2 0      | 36:16,2 | 1:59,5    |
| 5     | Franziska Hildebrand | WSV Clausthal-Zellerfeld / BwB | NSV           | 2 1 1 1      | 36:18,1 | 2:01,4    |
| 6     | Miriam Gössner       | SC Garmisch / ZOLL             | BSV-W         | 1 2 1 1      | 36:32,1 | 2:15,4    |
| 7     | Sophia Schneider     | SV Oberteisendorf / ZOLL       | BSV-C         | 0 1 2 1      | 36:33,9 | 2:17,2    |
| 8     | Karolin Horchler     | WSV Clausthal-Zellerfeld / BwB | NSV           | 1 3 0 0      | 36:45,2 | 2:28,5    |
| 9     | Vanessa Hinz         | SC Schliersee / ZOLL           | BSV-O         | 2 0 1 2      | 36:51,3 | 2:34,6    |
| 10    | Luise Kummer         | SV Frankenhain / BwO           | TSV           | 2 1 0 0      | 37:08,8 | 2:52,1    |

#### Pokalwertung
| Platz | Sportler            | Verein                             | Landesverband | Rennen | Rennen | Rennen | Rennen | Rennen | Summe |
| Platz | Sportler            | Verein                             | Landesverband | 1      | 2      | 3      | 4      | 5      | Summe |
| ----- | ------------------- | ---------------------------------- | ------------- | ------ | ------ | ------ | ------ | ------ | ----- |
| 1     | Franziska Preuß     | SC Haag / ZOLL                     | BSV-I         | 30     | 22     | 20     | 15     | 30     | 117   |
| 2     | Vanessa Hinz        | SC Schliersee / ZOLL               | BSV-O         | 24     | 30     | 21     | 17     | 17     | 109   |
| 3     | Maren Hammerschmidt | SK Winterberg/ZOLL                 | WSV           | 26     | 24     | 17     | 24     | 15     | 106   |
| 4     | Denise Herrmann     | WSC Erzgebirge Oberwiesenthal/BwFb | SVSAC         | 14     | 21     | 30     | 20     | 13     | 98    |
| 5     | Nadine Horchler     | SC Willingen / BwB                 | HSV           | 21     | 12     | 19     | 21     | 24     | 97    |
| 6     | Karolin Horchler    | WSV Clausthal-Zellerfeld / BwB     | HSV           | 19     | 26     | 16     | 14     | 18     | 93    |
| 7     | Luise Kummer        | SV Krankenhain / BwO               | TSV           | 22     | 16     | 18     | 18     | 16     | 90    |
| 8     | Laura Dahlmeier     | SC Partenkirchen / ZOLL            | BSV-W         |        |        | 26     | 30     | 26     | 82    |
| 9     | Miriam Gössner      | SC Garmisch / ZOLL                 | BSV-W         | 17     | 14     | 22     | 6      | 20     | 79    |
| 10    | Annika Knoll        | SV Friedenweiler-Rudenberg / ZOLL  | SBW           | 16     | 19     | 11     | 19     | 14     | 79    |

### Männer

#### Sprint (10 km)
| Platz | Sportlerin      | Verein                          | Landesverband | Schießfehler | Zeit    | Rückstand |
| ----- | --------------- | ------------------------------- | ------------- | ------------ | ------- | --------- |
| 1     | Simon Schempp   | SZ Uhingen / ZOLL               | SBW           | 0 0          | 23:14,6 |           |
| 2     | Daniel Böhm     | SC Buntenbock / BPOL            | NSV           | 1 0          | 24:19,6 | 1:05,0    |
| 3     | Matthias Dorfer | SV Marzoll / BwB                | BSV-C         | 1 0          | 24:20,4 | 1:05,8    |
| 4     | Roman Rees      | SV Schauinsland / ZOLL          | SBW           | 1 0          | 24:27,0 | 1:12,4    |
| 5     | Lukas Rombach   | SC Wehr / BwB                   | SBW           | 1 0          | 24:40,3 | 1:25,7    |
| 6     | Benedikt Doll   | SZ Breitnau / BwO               | SBW           | 2 1          | 24:41,0 | 1:26,4    |
| 7     | Florian Graf    | WSV Eppenschlag / ZOLL          | BSV-B         | 1 1          | 24:43,1 | 1:28,5    |
| 8     | Philipp Horn    | SV Frankenhain / BwO            | TSV           | 2 0          | 24:45,6 | 1:31,0    |
| 9     | Johannes Kühn   | WSV Reit im Winkl / ZOLL        | BSV-C         | 2 2          | 25:24,9 | 2:10,3    |
| 10    | Marco Groß      | SC Ruhpolding / ZOLL            | BSV-C         | 2 0          | 25:32,9 | 2:18,3    |
| 10    | Arnd Peiffer    | WSV Clausthal-Zellerfeld / BPOL | NSV           | 2 2          | 25:32,9 | 2:18,3    |

#### Verfolgung (12,5 km)
| Platz | Sportlerin       | Verein                          | Landesverband | Schießfehler | Zeit    | Rückstand |
| ----- | ---------------- | ------------------------------- | ------------- | ------------ | ------- | --------- |
| 1     | Simon Schempp    | SZ Uhingen / ZOLL               | SBW           | 0 0 0 0      | 31:48,4 |           |
| 2     | Roman Rees       | SV Schauinsland / ZOLL          | SBW           | 1 0 0 0      | 33:39,2 | 1:50,8    |
| 3     | Arnd Peiffer     | WSV Clausthal-Zellerfeld / BPOL | NSV           | 0 0 0 0      | 33:46,7 | 1:58,3    |
| 4     | Florian Graf     | WSV Eppenschlag / ZOLL          | BSV-B         | 0 0 0 1      | 34:01,7 | 2:13,3    |
| 5     | Matthias Dorfer  | SV Marzoll / BwB                | BSV-C         | 1 1 1 0      | 34:18,6 | 2:30,2    |
| 6     | Philipp Horn     | SV Frankenhain / BwO            | TSV           | 0 0 1 2      | 34:37,5 | 2:49,1    |
| 7     | Lukas Rombach    | SC Wehr / BwB                   | SBW           | 0 2 1 0      | 34:52,1 | 3:03,7    |
| 8     | Daniel Böhm      | SC Buntenbock / BPOL            | NSV           | 0 1 1 1      | 35:14,4 | 3:26,0    |
| 9     | Johannes Kühn    | WSV Reit im Winkl / ZOLL        | BSV-C         | 0 0 2 2      | 35:18,2 | 3:29,8    |
| 10    | Maximilian Janke | WSV Oberhof / BwO               | TSV           | 0 0 2 2      | 35:43,6 | 3:55,2    |

#### Langlauf (10,5 km)
| Platz | Sportlerin         | Verein                         | Landesverband | Schießfehler | Zeit    | Rückstand |
| ----- | ------------------ | ------------------------------ | ------------- | ------------ | ------- | --------- |
| 1     | Benedikt Doll      | SZ Breitnau / BwO              | SBW           |              | 21:37,2 |           |
| 2     | Simon Schempp      | SZ Uhingen / ZOLL              | SBW           |              | 21:46,1 | 8,9       |
| 3     | Arnd Peiffer       | WSV Clausthal-Zellerfeld / BPO | NSV           |              | 21:51,5 | 14,3      |
| 4     | Michael Willeitner | SK Berchtesgaden / BPOL        | BSV-C         |              | 21:55,5 | 18,3      |
| 5     | Philipp Horn       | SV Frankenhain / BwO           | TSV           |              | 21:55,6 | 18,4      |
| 6     | Erik Lesser        | SSV Frankenhain / BwO          | TSV           |              | 22:02,6 | 25,4      |
| 7     | Johannes Kühn      | TBD                            | BSV-C         |              | 22:08,6 | 31,4      |
| 8     | Florian Graf       | WSV Eppenschlag / ZOLL         | BSV-B         |              | 22:17,1 | 39,9      |
| 9     | Matthias Dorfer    | SV Marzoll / BwB               | BSV-C         |              | 22:25,4 | 48,2      |
| 10    | Matthias Bischl    | SV Söchering / BwB             | BSV-W         |              | 22:25,4 | 58,1      |

#### Staffel (3 × 7,5 km)
| Platz | Staffel / Sportler  | Verein                          | Landesverband | Schießfehler | Zeit      |
| ----- | ------------------- | ------------------------------- | ------------- | ------------ | --------- |
| 1     | TSV I               |                                 |               |              | 53:52,8   |
|       | Erik Lesser         | SV Frankenhain / BwO            | TSV           | 0 0          | 17:31,9   |
|       | Philipp Horn        | SV Frankenhain / BwO            | TSV           | 0 0          | 18:04,2   |
|       | Maximilian Janke    | WSV Oberhof / BwO               | TSV           | 0 0          | 18:16,7   |
| 2     | BSV II              |                                 |               |              | 53:58,5   |
|       | Michael Willeitner  | SK Berchtesgaden / BPOL         | BSV           | 0 0          | 17:31,6   |
|       | Marco Groß          | SC Ruhpolding / ZOLL            | BSV           | 0 0          | 18:17,9   |
|       | Johannes Kühn       | WSV Reit im Winkl / ZOLL        | BSV           | 0 0          | 18:09,0   |
| 3     | BSV III             |                                 |               |              | 54:10,3   |
|       | Dominic Reiter      | SC Ruhpolding / BPOL            | BSV           | 0 0          | 18:13,7   |
|       | Niklas Homberg      | SK Berchtesgaden / ZOLL         | BSV           | 0 0          | 17:38,4   |
|       | Dominic Schmuck     | SC Schleching / BPOL            | BSV           | 0 0          | 18:18,2   |
| 4     | SBW I               |                                 |               |              | 54:27,8   |
|       | Roman Rees          | SV Schauinsland / ZOLL          | SBW           | 0 0          | 18:06,8   |
|       | Benedikt Doll       | SZ Breitnau / BwO               | SBW           | 0 1          | 18:25,3   |
|       | Simon Schempp       | SZ Uhingen / ZOLL               | SBW           | 0 0          | 17:55,7   |
| 5     | BSV IV              |                                 |               |              | 54:56,8   |
|       | Philipp Nawrath     | SK Nesselwang / LpB             | BSV           | 0 0          | 17:52,8   |
|       | Johannes Donhauser  | SC Monte Karolino Hirschau      | BSV           | 0 0          | 18:39,2   |
|       | Hannes Schandl      | SC Wallgau / BwM                | BSV           | 0 0          | 18:24,8   |
| 6     | TSV II              |                                 |               |              | 55:21,9   |
|       | Lucas Fratzscher    | WSV Oberhof / BwO               | TSV           | 0 0          | 17:34,8   |
|       | Steffen Bartscher   | WSV Oberhof / BwO               | TSV           | 0 0          | 18:21,8   |
|       | Florian Hollandt    | WSV Oberhof / BPOL              | TSV           | 1 0          | 19:25,3   |
| 7     | BSV I               |                                 |               |              | 55:30,4   |
|       | Florian Graf        | WSV Eppenschlag / ZOLL          | BSV           | 0 3          | 19:05,0   |
|       | Matthias Bischl     | SV Söchering / BwB              | BSV           | 0 0          | 18:39,9   |
|       | Matthias Dorfer     | SV Marzoll / BwB                | BSV           | 0 0          | 17:45,5   |
| 8     | NSV                 |                                 |               |              | 56:27,6   |
|       | Danilo Riethmüller  | WSV Clausthal-Zellerfeld / SKIH | NSV           | 2 0          | 19:55,5   |
|       | Daniel Böhm         | SC Buntenbock / BPOL            | NSV           | 0 0          | 18:39,2   |
|       | Arnd Peiffer        | WSV Clausthal-Zellerfeld        | NSV           | 0 0          | 17:52,9   |
| 9     | SVSAC / TSV / TSV   |                                 |               |              | 58:02,9   |
|       | Justus Strelow      | SG Stahl Schmiedeberg / BwO     | SVSAC         | 0 0          | 17:54,6   |
|       | Max Barchewitz      | SV Frankenhain / SGO            | TSV           | 0 0          | 21:00,7   |
|       | Erik Weick          | SV Frankenhain / SGO            | TSV           | 0 0          | 19:07,6   |
| 10    | BSV V               |                                 |               |              | 1:01:47,8 |
|       | Matthias Graf       | SSV Wertach / CJD               | BSV           | 0 0          | 19:38,5   |
|       | Maximilian Herrmann | SC Ruhpolding                   | BSV           | 0 0          | 21:01,0   |
|       | Hans Knorr          | SV Frankenhain / SGO            | TSV           | 1 0          | 21:08,3   |

#### Massenstart (15,5 km)
| Platz | Sportlerin         | Verein                          | Landesverband | Schießfehler | Zeit    | Rückstand |
| ----- | ------------------ | ------------------------------- | ------------- | ------------ | ------- | --------- |
| 1     | Arnd Peiffer       | WSV Clausthal-Zellerfeld / BPOL | NSV           | 0 0 0 0      | 36:55,1 |           |
| 2     | Matthias Dorfer    | SV Marzoll / BwB                | BSV-C         | 1 0 0 0      | 37:05,6 | 10,5      |
| 3     | Roman Rees         | SV Schauinsland / ZOLL          | SBW           | 1 1 0 1      | 37:28,9 | 33,8      |
| 4     | Niklas Homberg     | SK Bertchtesgaden / Zoll        | BSV-C         | 1 1 0 2      | 37:48,5 | 53,4      |
| 5     | Lukas Rombach      | SC Wehr / BwB                   | SBW           | 1 1 1 0      | 37:54,7 | 59,6      |
| 6     | Michael Willeitner | SK Bertchtesgaden / Zoll        | BSV-C         | 0 3 0 0      | 37:57,8 | 1:02,7    |
| 7     | Simon Schempp      | SZ Uhingen / ZOLL               | SBW           | 1 2 0 1      | 38:00,7 | 1:05,6    |
| 8     | Daniel Böhm        | SC Buntenbock / BPOL            | NSV           | 0 1 1 0      | 38:06,3 | 1:11,2    |
| 9     | Matthias Bischl    | SV Söchering / BwB              | BSV-W         | 0 1 1 1      | 38:09,6 | 1:14,5    |
| 10    | Benedikt Doll      | SZ Breitnau / BwO               | SBW           | 2 0 2 0      | 38:22,5 | 1:27,4    |

#### Pokalwertung
| Platz | Sportler           | Verein                   | Landesverband | Rennen | Rennen | Rennen | Rennen | Rennen | Summe |
| Platz | Sportler           | Verein                   | Landesverband | 1      | 2      | 3      | 4      | 5      | Summe |
| ----- | ------------------ | ------------------------ | ------------- | ------ | ------ | ------ | ------ | ------ | ----- |
| 1     | Arnd Peiffer       | WSV Clausthal-Zellerfeld | NSV           | 16     | 30     | 24     | 18     | 30     | 118   |
| 2     | Simon Schempp      | SZ Uhingen / ZOLL        | SBW           | 30     | 26     | 26     | 16     | 19     | 117   |
| 3     | Matthias Dorfer    | SV Marzoll/BwB           | BSV-C         | 24     | 19     | 17     | 20     | 26     | 106   |
| 4     | Lukas Rombach      | SC Wehr / BwB            | SBW           | 21     | 17     | 14     | 24     | 21     | 97    |
| 5     | Michael Willeitner | SK Berchtesgaden / BPOL  | BSV-C         | 11     | 13     | 22     | 30     | 20     | 96    |
| 6     | Roman Rees         | SV Schauinsland          | SBW           | 22     | 24     | 12     | 14     | 24     | 96    |
| 7     | Benedikt Doll      | SZ Breitnau / Bwo        | SBW           | 20     | 11     | 30     | 6      | 16     | 83    |
| 8     | Niklas Homberg     | SK Berchtesgaden / ZOLL  | BSV-C         | 9      | 15     | 15     | 21     | 22     | 82    |
| 9     | Johannes Kühn      | WSV Reit im Winkl        | BSV-C         | 17     | 20     | 19     | 13     | 10     | 79    |
| 10    | Daniel Böhm        | SC Buntenbock            | BSV-C         | 26     | 16     | 13     | 4      | 18     | 77    |